# 德爾布里奇群島
77°39′S 166°24′E / 77.650°S 166.400°E

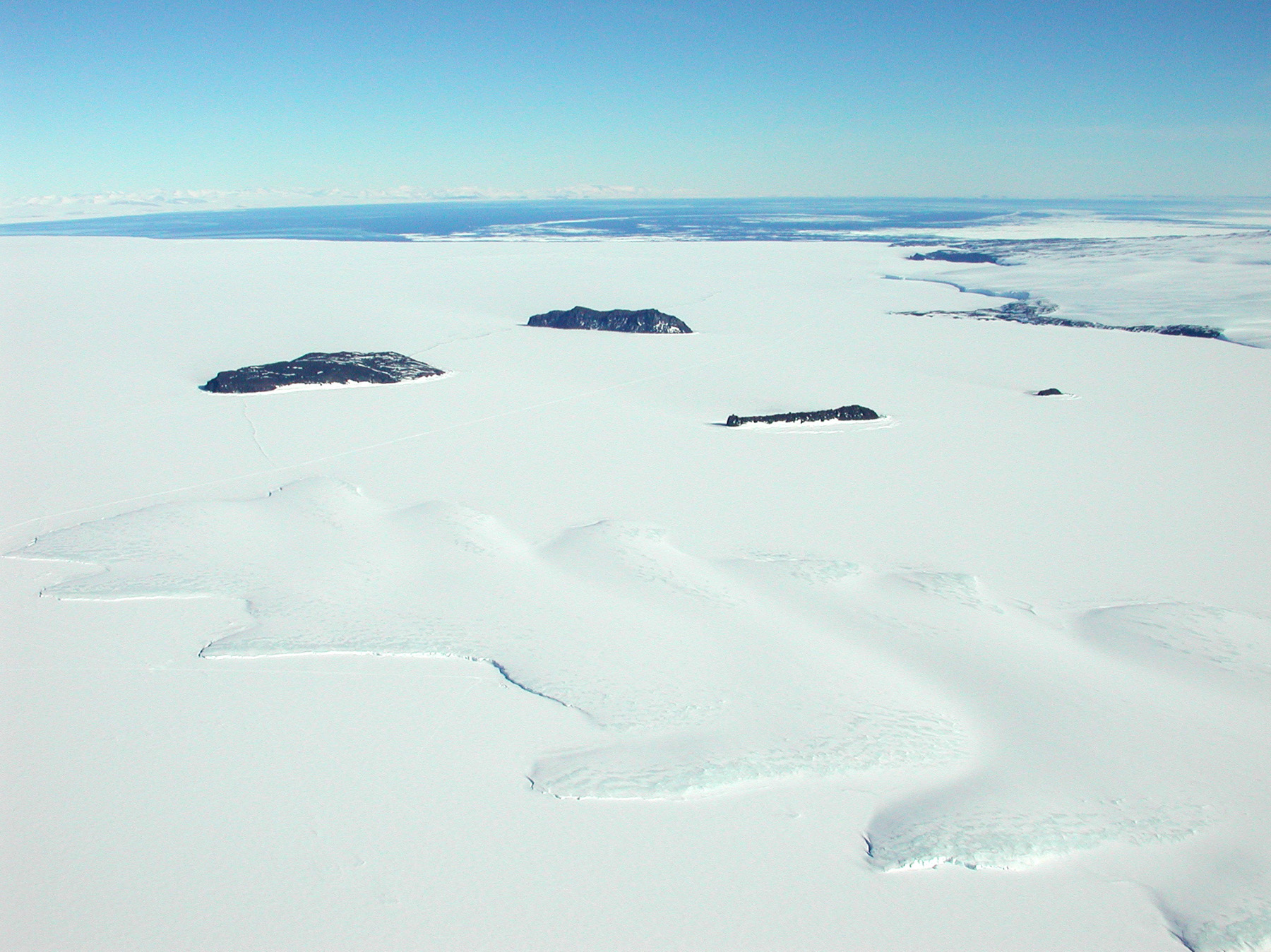

德爾布里奇群島（Dellbridge Islands）是南極洲的群島，屬於羅斯群島的一部分，由4座島嶼組成，總面積1.5平方公里，島上無人居住，該群島在1901年至1904年期間由英國極地探險家羅伯特·斯科特發現。

## 外部連結
- Dellbridge Islands from the Geographic Names Information System of the United States Geological Survey